# Beaumont-de-Pertuis
 Beaumont-de-Pertuis  es una población y comuna francesa, en la región de Provenza-Alpes-Costa Azul, departamento de Vaucluse, en el distrito de Apt y cantón de Pertuis.
Está integrada en la Communauté de communes Luberon - Durance.

## Demografía
| 492 | 631 | 601 | 658 | 788 | 934 |
| Para los censos de 1962 a 1999 la población legal corresponde a la población sin duplicidades (Fuente: INSEE [Consultar]) |     |     |     |     |     |